# Allergology International
Allergology International, abgekürzt Allergol. Int., ist eine wissenschaftliche Fachzeitschrift, die vom Elsevier-Verlag im Auftrag der japanischen Gesellschaft für Allergologie veröffentlicht wird. Die Zeitschrift wurde im Jahr 1952 unter dem Namen Japanese Journal of Allergology gegründet und veröffentlichte überwiegend in japanischer Sprache. Im Jahr 1996 wurde der Name in Allergology International geändert und die Publikationssprache ist seitdem ausschließlich englisch. Sie erscheint im open access mit vier Ausgaben im Jahr. Es werden Arbeiten veröffentlicht, die sich mit der Entstehung, der Diagnose und der Behandlung von allergischen Erkrankungen beschäftigen.
Der Impact Factor lag im Jahr 2014 bei 2,457. Nach der Statistik des ISI Web of Knowledge wird das Journal mit diesem Impact Factor in der Kategorie Allergologie an 13. Stelle von 24 Zeitschriften und in der Kategorie Immunologie an 90. Stelle von 148 Zeitschriften geführt.